# Santa Luċija
Santa Luċija és un municipi de Malta, amb una població de 2.997 al març de 2014. i una superfície de 0,7 km².
És un municipi desenvolupat durant el segle xx a partir d'una capella dedicada a Santa Llúcia que ja existia el segle xvi. L'església parroquial està dedicada al papa Sant Pius X. En aquesta població trobem el Jardí de la Serenitat Xinès (un jardí públic construït per la Xina).